# Kilowog
Kilowog este un supererou care apare în cărțile de benzi desenate americane⁠(d) publicate de DC Comics. Personajul este membru al Green Lantern Corps.
Personajul a apărut în filmul Green Lantern⁠(d) din 2011, vocea sa fiind realizată de Michael Clarke Duncan.

## Istoric
Kilowog apare pentru prima dată în Green Lantern Corps #201 și a fost creat de Steve Englehart⁠(d) și Joe Staton⁠(d).

## Biografia personajului

### Origine
Un extraterestru impunător cu o înfățișare de porc-bulldog, Kilowog este cunoscut în Green Lantern Corps (GLC) ca antrenor principal al noilor recruți ai organizației. Gardienii universului⁠(d) l-au recrutat pe acesta, un genetician talentat, de pe planeta Bolovax Vik din Sectorul Spațial 674. Kilowog a fost antrenat de lanterna Emery⁠(d), preluând ulterior termenul de „poozer” (i.e. „începător inutil”) folosit adesea de mentorul său. În cadrul unei sesiuni de antrenament dificile, Ermey le-a cerut lui Kilowog și colegilor său debutanți să oprească un atac asupra unui grup de lanterne. Antrenamentul este întrerupt de un mesaj SOS, iar Ermey și ucenicii săi pornesc spre sursa acestuia. În lupta următoare, antrenorul este rănit mortal, iar înainte să moară, lauda abilitățile lui Kilowog și îi dezvăluie că calitățile unui lider. Acesta a fost însărcinat atât cu protecția sectorului 674. cât și cu supravegherea antrenamentelor de pe planeta natala a GLC, Oa⁠(d), instruind noii recruți cum să-și gestioneze puterea și cum să utilizeze inelul de putere⁠(d). Kilowog a fost primul antrenor al tânărului Hal Jordan⁠(d), succesorul lui Abin Sur⁠(d) din Ungara, lanterna verde a Sectorului Spațial 2814. Kilowog și noul său recrut i-au ajutat pe Gardieni să-l înfrunte pe ucigașul lui Abin Sur - răufăcătorul Legion⁠(d).

### Crisis on Infinite Earths
În timpul evenimentului Crisis on Infinite Earths⁠(d) (denumit „marea criză”), planeta Bolovax Vik a fost distrusă. Distrugerea planetei natale a reprezentat o lovitură puternică pentru uriașa lanternă verde, acesta devenind peste noapte ultimul individ al rasei sale. Totuși, datorită similitudinii genetice și stilului de viață obștesc a acestora, Kilowog a reușit să salveze întreaga populație a planetei sale (miliarde de ființe) prin stocarea esenței vieții lor în inelul său înainte de anihilarea acelei lumi.
În cadrul acestei povești, nemuritorii Gardieni nu au ajuns la un consens moral (o facțiune alcătuită din șase Gardieni au respins poziția majorității și au călcat pe urmele fraților săi înstrăinați, Controllers⁠(d); aceștia au decis să-și creeze propriile lanterne verze pentru a lupta împotriva răufăcătorului Anti-Monitor⁠(d), însă cinci dintre ei au fost uciși la scurt timp după selectarea unicului lor recrut - Guy Gardner⁠(d) de pe Terra) și numărul lor s-a diminuat pentru prima dată în istorie (doar 22 din cei 35 de Gardieni au supraviețuit). De asemenea, mulți membri ai GLC au fost uciși. În cele din urmă, Gardienii au căzut de acord să abandoneze conducerea organizației și să părăsească dimensiunea împreună cu zamaronii⁠(d).

### Post-Crisis
Înainte să părăsească această dimensiune, Gardienii i-au informat pe membrii GLC rămași în viață că administrarea organizației cade în grija lor și își pot desfășura activitățile cum cred de cuviință. Ca urmare a distrugerii sectorului său și desființării postului său de antrenor al noilor lanterne verzi sub egida Gardienilor, Kilowog s-a mutat pe Pământ împreună cu Hal Jordan și ceilalți membri GLC pentru a-și înființa noul sediu; acesta va deveni în cele din urmă Green Lantern Corps of Earth. Deși înfățișarea sa i-a înspăimântat la început pe pământeni, Kilowog a devenit faimos pentru scurt timp după înfrângerea răfăcătorului Black Hand⁠(d) într-o bătălie desfășurată pe stadionul Anaheim⁠(d).
Abordat de un agent KGB și invitat să locuiască în Uniunea Republicilor Sovietice Socialiste, acesta a acceptat, deoarece societatea Bolovax Vik era asemănătoare cu sistemul comunist. În perioada petrecută în URSS, Kilowog a fost responsabil de înființarea echipei de supereroi Rocket Red Brigade⁠(d). Într-un final, Kilowog a fost dezamăgit de URSS și de națiunile comuniste ale Pământului.
În timpul unei misiuni alături de ceilalți membri ai GLCE, Kilowog a descoperit o nouă lume asemănătoare planetei natale Bolovax Vik în Sectorul Spațial 872. Acesta a accesat inelul și a readus la viață întreaga populație a planetei sale, aproximativ 16 miliarde de ființe. Totuși, în următorul moment, planeta a fost distrusă de renegatul Sinestro⁠(d), iar bolovaxienii au fost uciși pentru totdeauna. Traumatizat de pierderea semenilor săi, Kilowog a înnebunit temporar, însă și-a venit în fire cu ajutorul colegei sale Arisia Rrab⁠(d) și datorită sprijinului celorlalte lanterne verzi.
La scurt timp după această întâmplare, Green Lantern Corps a fost complet distrus după ce membrii săi au votat în unanimitate să-l captureze pe Sinestro pentru crime împotriva universului; această decizie a condus în cele din urmă la distrugerea tuturor inelelor de putere. În această perioadă, Kilowog are onoarea de a fi unul dintre gardienii de onoare la înmormântarea lui Superman.

### Emerald Twilight
Când a reînceput din nou extinderea GLC, Kilowog s-a întors pe planeta Oa pentru a antrena noua generație de lanterne verzi. În timpul evenimentului Emerald Twilight, membrii Green Lantern au fost trimiși să-l oprească pe Hal Jordan din a încerca să absoarbă puterea bateriei centrale; Kilowog a fost ultima lanternă care l-a înfruntat pe Oa, însă a fost dezintegrat de inelul lui Jordan și nu a reușit să împiedice distrugerea corpului și absobirea energiilor bateriei. Gardienii rămași în viață s-au sacrificat și și-au contompit forțele vitale în ultimul inel verde existent. Ganthet⁠(d), ultimul gardian, a fost însărcinat cu descoperirea următoarei lanterne verzi.

### Dark Lantern
Acesta a fost creat de ultimele lanterne verzi care și-au pierdut inelele când Hal Jordan a înnebunit și a absorbit energiile bateriei centrale. Aceștia au înființat „Brotherhood of the Cold Flame” pe planeta Xudar. Boodikka⁠(d) a fost unul dintre membrii organizației. Utilizând forțele arcane, aceștia au convertit sufletul lui Kilowog în Dark Lantern și i-au cerut să-l elimine pe Jordan.
Când Jordan a devenit Spectre⁠(d), l-a convins pe vechiul său prieten Tom Kalmaku⁠(d) să anuleze toate distrugerile provocate. Kalmaku a folosit vechiul inel de putere al lui Hal pentru a reconstrui planeta Oa și bateria centrală, așa cum se dezvăluie în Green Lantern Legacy: The Last Will and Testament of Hal Jordan. Această decizie a permis spiritului răzbunător⁠(d) al lui Kilowog să-și găsească liniștea. Totuși, la scurt timp după, spiritul a fost readus la viață de Kyle Rayner⁠(d) și Ganthet.

### The New Corps
După reînființarea GLC, Kilowog preia funcția de sergent de instrucție⁠(d) și îi antrenează pe noii recruți sub egida Gardienilor Universului. În povestea Infinite Crisis⁠(d), Kilowog și Kyle Rayner au avut un rol cheie în războiul Rann-Thanagar⁠(d).
În Superman/Batman⁠(d) #30 (2007), Kilowog este controlat de o entitate care a transformat majoritatea supereroilor extratereștri aliați Pământului în creaturi ostile ființelor umane. Aceasta, aflat sub controlul entității, încearcă să-l influențeze pe Superman să-i urască pe oameni, însă Kal-El nu se lasă păcălit. Mai târziu, se dezvăluie că Kilowog și alți eroi extratereștri sunt controlați de Despero⁠(d) și armata sa. Aceștia sunt neutralizați în cele din urmă de Superman și Batman.
În Green Lantern Corps (vol. 2) #11 (2007), Kilowog, influențat de planeta Mogo⁠(d) infectată de Despotellis⁠(d) prin intermediul unor iluzii cu poporul său de pe Bolovax Vik, este cuprins de ură față de Gardieni și ceilalți membri ai GLC.
În Sinestro Corps War⁠(d), Kilowog a luat parte la bătălia de pe planeta Mogo. Când conflictul s-a mutat pe Pământ, l-a confruntat pe membrul Sinestro Corps Akilo⁠(d). Kilowog l-a învins și i-a îndepărtat inelul; mai târziu, acesta a revenit pe Mogo și a luat cina cu construcții energetice ale membrilor familiei sale.

### „Blackest Night”
În timpul poveștii „Blackest Night⁠(d)” din 2009, planeta Oa este invadată de numeroase inele de putere negre, iar toate lanternele înmormântate în cripta de pe Oa sunt transformate în Black Lanterns⁠(d). Acestea atacă lanternele verzi, iar Kilowog este confruntat de fostul său mentor Ermey. Acesta îl mustră, deoarece nu a reușit să-i salveze viața, dar a reușit să-l salveze pe Sinestro, vinovat de moartea a numeroase ființe. De asemenea, acesta îl învinovățește de moartea noilor recruți pe care tocmai i-a ucis. Emergy încearcă să-i smulgă inima din piept, însă lanternele negre primesc noi ordine: să devoreze bateria centrală. Kilowog și ceilalți membri ai lanternelor verzi continuă să lupte împotriva Black Lantern Corps pentru a proteja bateria centrală.

### „War of the Green Lanterns”
În povestea „War of the Green Lanterns⁠(d)” din 2011, Kilowog și Arissa îl însoțesc pe Guy Gardner într-o misiune în „sectoarele neexplorate”. Cei trei înving un telepat puternic și răzbună moartea mai multor membri GLC, lucru pe care Kilowog nu îl poate înțelege.
Când Krona⁠(d) atacă planeta OA și infectează bateria centrală cu Parallax⁠(d), Kilowog este singura lanternă verde extraterestră care nu cade sub influența sa datorită cunoștinelor sale despre puterile entității. Cu toate acestea, Krona descoperă sursa rezistenței sale și îi pune un nou inel pe deget pentru a-l aduce sub controlul său.
După încheierea conflictului, Kilowog încearcă să părăsească organizația, fiind deranjat de decizia Gardienilor de a-l elibera pe Hal Jordan și de a-i permite lui Sinestro să revină temporar în GLC. Acesta se răzgândește la îndemnul lui Salaak, însă renunță la funcția de sergent de instrucție, iar atribuțiile îi sunt preluate de robotul GL „Stel”.

### The New 52
În 2011, DC Comics a anunțat lansarea a 52 de titluri noi sub numele The New 52⁠(d). În această serie de benzi desenate, Kilowog a revenit în funcția de instructor al recruților Green Lantern Corps și face parte din echipa care îl eliberează pe John Stewart din închisoare după condamnarea sa la moarte de către Alpha Lanterns. De asemenea, acesta și Salaak descoperă planurile secrete ale Gardienilor de înființare a unei armate. Mai târziu, când Gardienii încearcă să-i atragă pe membrii GLC pe planeta Oa cu scopul unui pseudotratament de inoculare, Kilowog și alți membri de încredere din cadrul organizației au alcătuit o mică armată pentru a ține piept acestora. În timp ce Guy Gardner le distrăgea atenția, Kilowog a preluat controlul asupra bateriei centrale și a eliberat lanternele verzi de sub controlul Gardienilor. Mai mult, reușește să-i anunțe pe ceilalți membri ai GLC de planurile lor. Kilowog este martor al distrugerii și alungării Gardienilor, iar Hal Jordan este însărcinat cu conducerea Green Lantern Corps.

## Puteri și abilități
Kilowog, în calitate de purtător al unui inel de putere, are aceleași abilități ca ceilalți membri ai GLC. Toate inelele verzi sunt alimentate de baterii individuale, care la rândulor lor sunt alimentate de bateria centrală situată pe planeta OA. Prin intermediul voinței și concentrării utilizatorului, inelul este capabil să realizeze orice își poate imagina cel care îl poartă. În cazul personajului Kilowog, acesta are tendința de a da naștere unor mașini extrem de compleze cu ajutorul inelului său.
Conform lui Hal Jordan în miniseria Green Lantern: Rebirth din 2005, inelul lui Kilowog este singurul care produce un sunet atunci când este utilizat.
Pe lângă inelul său de putere, Kilowog are atât puteri supraomenești și durabilitate ridicată, trăsături tipice speciei sale, cât și un intelect superior. Un Kilowog corupt a reușit să să combine toate aceste abilități pentru a rezista cu ușurință în fața lui Superman.

## Alte versiuni ale personajului

### Elseworlds
Kilwog a apărut în diverse povești din benzile desenate Elseworlds⁠(d): JLA: The Nail⁠(d), continuarea⁠(d) sa, Batman: In Darkest Knight⁠(d) și Superman: Last Son of Earth⁠(d).

### Flashpoint
În cronologia alternativă a evenimentului Flashpoint⁠(d), Kilowog este ucis de Nekron⁠(d).

### Fourth Reich
Într-un viitor alternativ în care Pământul este controlat de supermeni naziști, Kilowog este una dintre miile de lanterne verzi care participă la o misiune de salvare. Toți participanții sunt uciși.

### Planetary
Într-un univers alternativ guvernat de versiunile malefice ale eroilor „Planetary⁠(d)”, rămășițele lui Kilowog sunt expuse în sediul central al eroilor.

### Earth One
În universul alternativ din benzile desenate Earth One⁠(d), Kilowog este un om de știință care trăiește pe planeta Bolovax Vik, una dintre puținele planete independente rămase în spațiul explorat, la marginea sferei de influență a rasei de roboți Manhunter⁠(d). Un autoproclamat membru Green Lantern și protector al Bolovax, acesta deține un inel de putere și o baterie trransmise de-a lungul secolelor după distrugerea GLC. Când Hal Jordan se prăbușește pe Bolovax, Kilowog îi tratează rănile și îi oferă câteva lecții fundamentale despre istoria Green Lantern și modul de utilizare al inelului. Homeguard, armata planetei Bolovax, încearcă să-l aresteze și să-l distrugă de teamă că va atraga rasa Manhunter în lumea lor, dar acțiunea își pierde utilitatea când aceștia sunt atacați. Cele două pseudolanterne nu pot ține piept invației roboților, iar Jordan părăsește planeta alături de un Kilowog inconștient; cei doi încearcă să găsească ultimii purtători de inele verzi din galaxie pentru a împiedica cucerirea Bolovax. După mai multe încercări eșuate, Jordan este capturat de o navă de slavi a rasei manhunter și transportat pe planeta Oa. Kilowog pornește în căutarea sa și îl sprijină în lupta cu manhunters, la scurt timp după fiind înconjurați de alți membri GLC. Cei doi o nominalizează pe Arisia pentru funcția de lider al noului Green Lantern Corps. După eliberarea bateriei centrale, Kilowog și Jordan revin pe Bolovax și înfrâng forțele roboților manhunter.

## În mass-media

### Televiziune
- Kilowog apare în Justice League (2001), vocea sa fiind realizată de Dennis Haysbert.
- Kilowog apare în episodul „The Green Loontern” al serialului Duck Dodgers, vocea sa fiind realizată deJohn DiMaggio.
- Kilowog apare în Batman: The Brave and the Bold, vocea sa fiind realizată de Diedrich Bader.
- Kilowog apare în Green Lantern: The Animated Series, vocea sa fiind realizată de Kevin Michael Richardson. Această versiune călătorește cu Hal Jordan și personajele originale ale seriei - Aya și Razer - pe nava stelară Interceptor.
- Kilowog apare în Teen Titans Go!, vocea sa fiind realizată de Scott Menville⁠(d).
- Kilowog apare în DC Super Hero Girls, vocea sa fiind realizată de Jason Spisak⁠(d).
- Kilowog apare în Young Justice: Phantoms, vocea sa fiind realizată din nou de Kevin Michael Richardson.

### Lungmetraje
- Kilowog apare în Green Lantern⁠(d), interpretat de Spencer Wilding⁠(d), iar vocea de Michael Clarke Duncan.
- Kilowog are o apariție cameo într-o scenă suplimentară post-generic realizată pentru Liga Dreptății (2017), însă aceasta a fost eliminată din versiunea studioului.[40]
  - Trupul lui Kilowog apare în viziunea lui Cyborg⁠(d) din versiunea regizorală a Ligii Dreptății.

### Filme animate
- Kilowog apare în Green Lantern: First Flight⁠(d), vocea sa fiind realizată de Michael Madsen .
- Kilowog apare în Green Lantern: Emerald Knights⁠(d), vocea fiind realizat de Henry Rollins. Această versiune a fost instruită de sergentul Deegan și i-a preluat responsabilitățile după moartea sa pe câmpul de luptă.[41]
- Kilowog are o apariție cameo în Haideți, Tineri Titani, la film!.
- Kilowog are o apariție cameo în Justice League vs. Fatal Five⁠(d), vocea sa fiind realizată din nou Kevin Michael Richardson.
- Kilowog are o apariție cameo în Justice League Dark: Apokolips War⁠(d), vocea sa fiind John DiMaggio. Acesta se numără printre lanternele verzi care apără planeta Oa de Darkseid.

### Jocuri video
- Kilowog apare în Batman: The Brave and the Bold – The Videogame⁠(d), vocea de Diedrich Bader.
- Kilowog apare în DC Universe Online, vocea de Charlie Campbell.
- Kilowog apare în Green Lantern: Rise of the Manhunters⁠(d), vocea de Kevin Michael Richardson.
- Kilowog are o apariție cameo în Injustice: Gods Among Us⁠(d).
- Kilowog apare în Lego Batman 3: Beyond Gotham⁠(d), vocea de Travis Willingham⁠(d).

### Diverse
- Kilowog apare în sezonul 11 al serialului Smallville.
- Kilowog apare în benzile desenate prequel Injustice: Gods Among Us⁠(d). Ca răspuns la tirania lui Superman și alianța sa cu Sinestro Corps, Kilowog călătorește împreună cu GLC pe Pământ pentru a-i înfrunta, însă suferă pierderi uriașe. Supraviețuitorii luptei sunt întemnițați de The Trench⁠(d) timp de doi ani, aceștia fiind salvați într-un final de Plastic Man⁠(d). Kilowog este ucis de Sinestro în timpul evadării.